# 赛乡
赛乡（藏語：སྲད་），是中华人民共和国西藏自治区日喀则市萨迦县下辖的一个乡镇级行政单位。

## 行政区划
赛乡下辖以下地区：
堆热村、帕都村、尺达村、帮白村、帕宁村、夏吾村和西贡村。